# Kościół św. Antoniego w Świdnicy
Kościół świętego Antoniego w Świdnicy – kościół będący częścią zespołu poklasztornego kapucynów. Obecnie należy do Kościoła Zielonoświątkowego w RP.
Kościół razem z klasztorem zostały wybudowane na miejscu zamku książąt świdnickich, spalonego w dniu 9 maja 1528 roku oraz na gruzach wybudowanej tam rezydencji hrabiego Nostitza (zniszczonej w 1673 roku). Kościół powstał w latach 1682–1688. Po kasacie zakonu (1810 rok) klasztor został przebudowany na szpital, a później na sierociniec. Świątynia została przeznaczona na ewangelicki kościół garnizonowy (1818 rok), a jej wnętrze zostało wyposażone w empory. Po zakończeniu II wojny światowej kościół należał do parafii polskokatolickiej. Od lat 70. XX wieku nieużytkowana budowla zaczęła popadać w ruinę. Następnie została przejęta przez Kościół Zielonoświątkowy w RP, który przeprowadził gruntowny remont. Nad głównym wejściem można zobaczyć kartusz herbowy Nostitzów, natomiast od strony wejścia od strony ulicy Muzealnej zachował się renesansowy portal pochodzący z rezydencji z 1537 roku.